# Espérance Sportive de Tunis

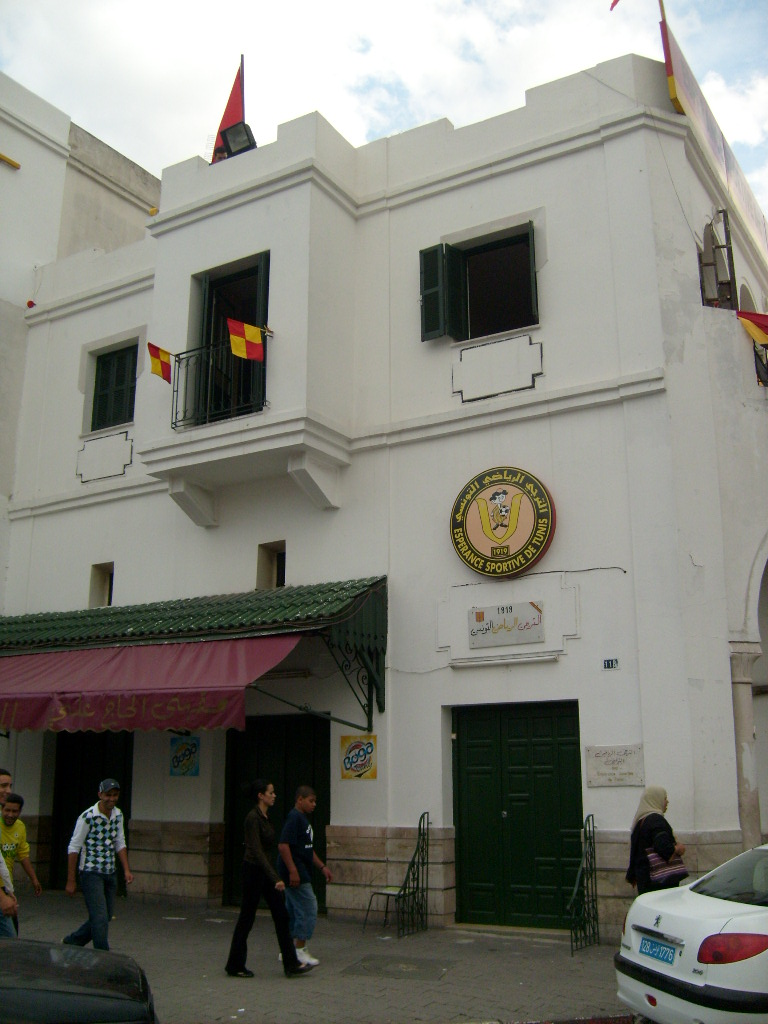
La sede del club a Bab Souika, nella zona settentrionale della medina di Tunisi

L'Espérance Sportive de Tunis (in arabo الترجي الرياضي التونسي), nota anche come Espérance Tunisi o semplicemente Espérance, è una società polisportiva tunisina con sede nella capitale Tunisi, conosciuta principalmente per la sua sezione calcistica, che milita nella massima serie del campionato tunisino di calcio e disputa le partite casalinghe allo stadio Olimpico di Radès (65 000 posti) della capitale tunisina. Comprende anche sezioni di pallamano, pallacanestro e pallavolo.
La sezione calcistica dell'Espérance Sportive de Tunis è la squadra tunisina più titolata, potendo vantare la vittoria di 34 campionati tunisini, 16 Coppe di Tunisia, 4 CAF Champions League, una Coppa delle Coppe CAF, una Supercoppa CAF, una Coppa CAF, 3 Champions league arabe, una Coppa dei Campioni afro-asiatica e una Supercoppa araba.
Secondo una classifica stilata nel 2009 dall'IFFHS, è il settimo miglior club calcistico africano del XX secolo. Secondo una graduatoria della CAF nel 2000, è il quinto miglior club africano del XX secolo.
La sezione di pallamano milita nella Division nationale A e con 33 titoli è storicamente la squadra più vincente del campionato.
Il club, i cui colori sociali sono il rosso e il giallo, disputa il derby di Tunisi con il Club Africain.

## Storia

### Fondazione ed esordi (1919-1939)

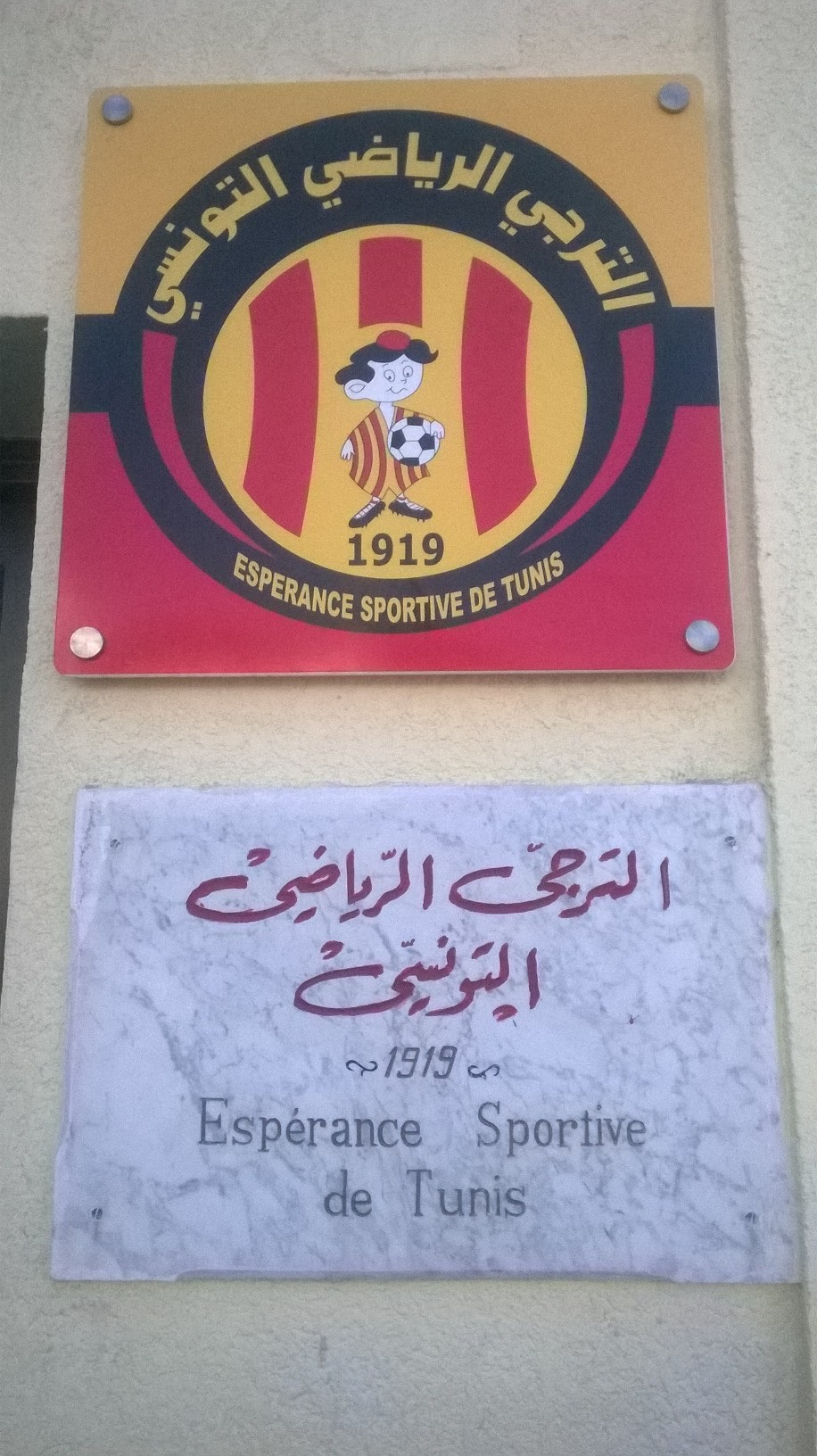
Una targa con il logo dell'Espérance

L'Espérance Sportive de Tunis fu fondata nel 1919 da Mohamed Zouaoui e Hédi Kallel in un caffè di Bab Souika, la zona settentrionale della medina di Tunisi. I due si rivolsero a Louis Montassier, amministratore francese, e gli affidarono il ruolo di presidente. Il 15 gennaio di quell'anno il club fu ufficialmente registrato. Adottò inizialmente come colori sociali il bianco e il verde.
Negli anni '20 il club reclutò un giovane liceale, Chedly Zouiten, che fornì una serie di divise a strisce verticali di colori giallo e rosso, che sarebbero divenuti i colori sociali. Zouiten entrò a far parte del direttivo del club nel 1923, prima di ascendere alla presidenza nel 1931.
Sotto la presidenza di Zouiten, che sarebbe durata oltre trent'anni, i risultati della squadra non furono inizialmente positivi, ma nel 1936 fu raggiunta la promozione nella Division d'Honneur de Tunis e nel 1936-1937 la finale di Coppa di Tunisia, dove arrivò una sconfitta per 1-0 contro lo Stade Gaulois. La coppa nazionale fu vinta nel 1938-1939, grazie al 4-1 in finale contro l'Étoile du Sahel, già all'epoca grande rivale.

### Il secondo dopoguerra e l'indipendenza della Tunisia (1940-1969)
Nel 1942 l'Espérance vinse per la prima volta il campionato tunisino.
Negli anni tra la fine della seconda guerra mondiale e l'indipendenza della Tunisia (1956) la squadra ingaggiò molti calciatori di esperienza, tra cui l'algerino Abdelaziz Ben Tifour, e iniziò a rappresentare un club locale di valore, che poteva misurarsi con i club francesi, italiani e maltesi che sino ad allora avevano giocato a Tunisi.
Dopo l'indipendenza tunisina del 1956, l'Espérance non solo divenne una società polisportiva con l'introduzione di sezioni di pallamano, pallacanestro, pallavolo e altre discipline, ma divenne popolare per il suo calcio offensivo e per la vittoria dei campionati del 1958-1959 e 1959-1960 e della Coppa di Tunisia del 1956-1957 (2-1 in finale all'Étoile du Sahel), oltre a disputare due finali di coppa nazionale, perse nel 1958-1959 e nel 1968-1969.
Nel 1963 nacque lo stile di gioco voluto dall'allenatore Abderrahmane Ben Ezzedine, che introdusse rigorisi principi di difesa ispirati al calcio italiano. Nel 1963-1964 la squadra vinse un'altra coppa nazionale battendo per 1-0 in finale l'Hammam Lif. Tra gli artefici dei successi del club vi era Noureddine Ben Fraj, che più tardi avrebbe trovato il successo in Arabia Saudita come allenatore dell'Uhud e sarebbe tornato all'Espérance per allenare le giovanili.

### I successi in patria (1970-1989)
Negli anni '70 l'Espèrance poté contare su validi calciatori quali Tarak Dhiab, Témime Lahzami, Abdelmajid Ben Mrad, Abdeljabbar Machouche, Abdelkader, Raouf El Meddeb, Kochbati, Torkhani, Mokhtar Gabsi, Ahmed Hammami, El Kamel, Mohamed Ben Mahmoud, Zoubeir Boughnia (noto per le sue lunghe rimesse laterali), Ridha Akacha, Adel Latrach e Lassâad Dhiab. Tutti questi giocatori, provenienti da Tunisi, fecero sì che il club si aggiudicasse tre campionati, nel 1969-1970, 1974-1975 e 1975-1976, e due coppe nazionali, nel 1978-1979 (3-2 ai tiri di rigore dopo lo 0-0 dei tempi supplementari nella finale contro lo Sfax Railways Sports) e nel 1979-1980 (2-0 in finale al Club Africain). Nel 1971 la squadra fu finalista della Coppa dei Campioni del Maghreb, torneo in cui si piazzò terza nel 1975 e nel 1976.
Nel 1981-1982 fu riconquistato dopo sei anni il campionato tunisino. Nel 1982 il presidente Hassen Belkhoja morì in un terribile incidente e gli fu intitolato il centro di allenamento del club, il Parc Hassen Belkhoja, già noto come Parc B, situato nel centro di Tunisi.
Il titolo nazionale fu rivinto nel 1984-1985, 1987-1988 e 1988-1989. In Coppa di Tunisia giunsero tre altri successi, nel 1985-1986 (in finale 4-1 ai tiri di rigore contro il Club Africain dopo lo 0-0 dei 120 minuti di gioco), 1988-1989 (2-0 in finale al Club Africain) e 1990-1991 (2-1 in finale all'Étoile du Sahel). Nel 1989 la squadra ottenne dunque il suo primo double e nello stesso la presidenza del club passò a Slim Chiboub.
In questi anni l'arrivo di allenatori come il francese Roger Lemerre, il brasiliano Amarildo e i polacchi Antoni Piechniczek e Władysław Żmuda diede al club una dimensione internazionale. Numerosi furono i calciatori di talento transitati in questo periodo per l'Espérance: a Khaled Ben Yahia, Nabil Maâloul, Samir Khemiri, Fethi Trabelsi, Taoufik Hicheri, Lotfi Jebara, Mondher Baouab e Bessam Jeridi si aggiunsero calciatori esperti quali Tarek Dhiab, Chouchane e Ben Mahmoud, che contribuirono a un decennio, gli anni '80, molto fruttuoso per il club di Tunisi.
Il club riprese anche a disputare le coppe internazionali africane, dopo il ritiro dal secondo turno della Coppa dei Campioni d'Africa del 1971 contro gli egiziani dell'Ismaily.
Nel 1987 l'Espérance raggiunse la finale della Coppa delle Coppe d'Africa contro i keniani del Gor Mahia, ma perse per la regola dei gol in trasferta (2-2 all'andata a Tunisi e 1-1 nella gara di ritorno a Nairobi).

### Epoca d'oro (1990-oggi)

#### Anni 1990
Gli anni '90 si aprirono con altri successi in campionato e nella coppa nazionale, ma ben presto l'Espérance divenne un club egemone anche a livello continentale. La presidenza di Slim Chiboub fu, infatti, in grado di costruire una squadra vincente non solo in patria, ma anche in ambito internazionale. Il club riuscì nell'arco di alcuni anni ad aggiudicarsi tutti i trofei possibili: CAF Champions League, Coppa CAF, Supercoppa africana e tornei afro-asiatici quali la Champions League araba e la Supercoppa araba.
In un decennio, ai successi in campionato, vinto per sei volte dal 1991 al 2000, si aggiunsero tre altri successi in Coppa di Tunisia, vinta nel 1990-1991 (2-1 in finale all'Étoile du Sahel), nel 1996-1997 (1-0 in finale allo Sfaxien) e nel 1998-1999 (2-1 in finale al Club Africain), e la Supercoppa di Tunisia vinta nel 1993. In ambito internazionale la squadra si aggiudicò la Coppa dei Campioni d'Africa del 1994 (0-0 a Tunisi e 3-1 al Cairo nella finale contro gli egiziani dello Zamalek), la Supercoppa d'Africa del 1995 (3-0 contro i congolesi del Motema Pembe), la Coppa CAF del 1997 (sconfitta per 1-0 a Luanda e vittoria per 2-0 a Tunisi nella finale contro gli angolani del Petróleos de Luanda) e la Coppa delle Coppe d'Africa del 1998 (3-1 a Tunisi e 1-1 a Luanda contro gli angolani del Primeiro de Agosto), oltre alla Champions League araba del 1993 (in finale contro i bahreiniti dell'Al-Muharraq), la Coppa dei Campioni afro-asiatica del 1995 (contro i thailandesi del Thai Farmers Bank) e la Supercoppa araba del 1996 (contro i sauditi dell'Al-Riyadh). Perse, invece, la Supercoppa d'Africa del 1999, battuta dagli ivoriani dell'ASEC Mimosas.

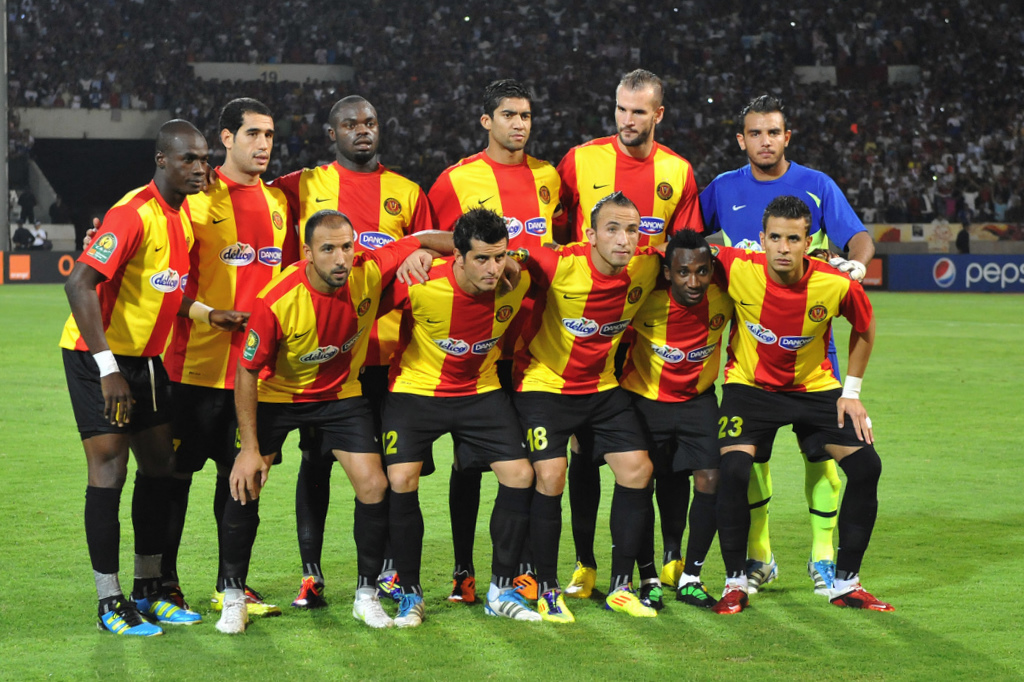
L'Espérance Tunisi schierato prima della finale della CAF Champions League 2011 contro il

#### Anni 2000
Gli anni duemila videro l'Espérance vincere sette altri campionati e tre altre Coppe di Tunisia dal 2001 al 2010, oltre alla Supercoppa di Tunisia del 2001. In Coppa di Tunisia, dopo le sconfitte in finale del 2003-2004 e del 2004-2005, la squadra inanellò infatti tre finali vinte consecutivamente dal 2005-2006 al 2007-2008 (contro Club Africain ai tiri di rigore, Bizertin ed Étoile du Sahel). In ambito internazionale il decennio non vide, invece, successi, anche se la squadra arrivò per due volte di fila in finale di CAF Champions League, perdendo sia nel 1999 (ai tiri di rigore contro il Raja Casablanca) che nel 2000 (contro i ghanesi dell'Hearts of Oak), e due volte in semifinale, nel 2001 e nel 2004 (sconfitta in ambo i casi dalla squadra che poi vinse il trofeo). Nel 2004 il presidente Slim Chiboub, pur avendo vinto il ventesimo titolo nazionale alla guida del club, si dimise avendo fallito la vittoria della Champions League africana. La gestione del suo sostituto, Aziz Zouhir, fu breve e vide la vittoria di due coppe nazionali e di un campionato. Nel 2007-2008 si insediò alla presidenza Hamdi Meddeb. Nel 2009 la squadra rivinse la Champions League araba.

#### Anni 2010
Negli anni duemiladieci la squadra si è confermata club di vertice in patria, vincendo sei campionati e due Coppe di Tunisia dal 2011 al 2019.
A livello internazionale è riuscita a raggiungere per cinque volte la finale della CAF Champions League, raccogliendo tre vittorie nel 2011 (0-0 in Marocco e vittoria per 1-0 in casa nella finale contro il Wydad Casablanca), nel 2018 (sconfitta per 3-1 ad Alessandria d'Egitto e vittoria per 3-0 a Tunisi nella finale contro l'Al-Ahly) e nel 2018-2019 e due sconfitte (nel 2010 contro il TP Mazembe e nel 2012 contro l'Al-Ahly). Nel 2017 l'Espérance era tornata a disputare la semifinale della CAF Champions League, dove era stata sconfitta dall'Al-Ahly, e aveva vinto la sua terza Coppa dei Campioni araba.
Dopo la partenza di Msakni, Korbi e altri giocatori, la squadra fu affidata al tecnico Maher Kanzari, che terminò la stagione 2012-2013 al secondo posto dietro lo Sfaxien. Nell'estate del 2013 Oussama Darragi tornò a vestire la maglia dell'Espérance, che fu eliminato ai tiri di rigore nella semifinale della Coppa di Tunisia dallo Sfaxien e in semifinale di CAF Champions League dagli Orlando Pirates (0-0 in Sudafrica e 1-1 in casa). Kanzari fu avvicendato a stagione in corso dall'olandese Ruud Krol, che vinse il campionato 2013-2014, ma fu esonerato nel maggio 2014 a causa dei cattivi risultati ottenuti in CAF Champions League.
Nella stagione 2014-2015 la squadra passò dopo pochi mesi dal nuovo tecnico Sébastien Desabre a Khaled Ben Yahia, che tornò sulla panchina del club di Tunisi dopo otto anni. Risultati poco soddisfacenti condussero all'esonero dell'allenatore, sostituito dal lusitano José Morais, tornato a guidare il club dopo sei anni. L'eliminazione dalla CAF Champions League per mano dell'Al-Merrikh e il terzo posto in campionato non furono sufficienti al tecnico portoghese per mantenere il ruolo.
L'Espérance passò dunque a José Anigo, i cui risultati balbettanti, uniti all'accoglienza fredda dei tifosi, portarono poco dopo al suo esonero. Sul fronte del calciomercato arrivarono a Tunisi Elyès Jlassi, Saad Bguir, Fakhreddine Ben Youssef e il rientrante Khalil Chemmam. L'allenatore Ammar Souayah subentrò sulla panchina della squadra, che concluse la stagione 2015-2016 al secondo posto in campionato, vincendo però la Coppa di Tunisia (2-0 in finale al Club Africain).
La stagione 2016-2017 vide l'arrivo di numerosi giocatori quali Ferjani Sassi, Mohamed Ali Moncer, Anice Badri, Mohamed Zaabia e Hichem Belkaroui. Concluso il girone d'andata in testa al campionato, nel gennaio 2017 la dirigenza decise di esonerare Souayah e di sostituirlo con Faouzi Benzarti. Il 18 maggio 2017 la squadra si aggiudicò il suo 27º titolo nazionale battendo per 3-0 Étoile du Sahel. Persa la semifinale di Coppa di Tunisia contro l'Union Sportive de Ben Guerdane, la squadra fu eliminata dalla CAF Champions League ai quarti di finale dall'Al-Ahly.
Malgrado buoni risultati che consentirono al club di issarsi al primo posto in campionato, nel dicembre 2017 Faouzi Benzarti si dimise, assumendosi la responsabilità del gioco poco brillante espresso dalla squadra. Gli subentrò per poco tempo Mondher Kebaier, prima del ritorno, nel febbraio 2018, di Khaled Ben Yahia. Dopo vari risultati positivi, tra cui una vittoria (3-2) contro l'Étoile du Sahel e una in trasferta sul campo dello Sfaxien (0-2), l'8 aprile 2018 la squadra vinse il suo 28º titolo nazionale, con tre giornate di anticipo rispetto alla fine del campionato.
La stagione 2017-2018 vide l'Espérance vincere per la terza volta la CAF Champions League. Giunta a disputare per la settima volta la finale del massimo torneo calcistico continentale, la compagine allenata da Moïne Chaâbani, subentrato nell'ottobre 2018, prevalse nella finale contro gli egiziani dell'Al-Ahly grazie al successo per 3-0 nel ritorno del 9 novembre a Tunisi, che ribaltò la sconfitta per 3-1 subita il 2 novembre ad Alessandria d'Egitto. L'attaccante dell'Espérance Anice Badri si laureò capocannoniere del torneo con 8 reti.
Nel dicembre 2018 l'Espérance partecipò pertanto alla Coppa del mondo per club FIFA in qualità di squadra campione d'Africa, ma uscì già all'esordio contro l'Al-Ain, squadra campione degli Emirati Arabi Uniti e padrona di casa, al secondo turno (0-3). Ottenne poi il quinto posto vincendo la successiva sfida contro i campioni del Centro e Nord america del Guadalajara per 6-5 ai tiri di rigore (1-1 dopo 90 minuti, con l'Espérance che chiuse in 9 contro 11 uomini per via di due espulsioni).
L'annata 2018-2019 vide l'Espérance ancora protagonista in CAF Champions League, dove raggiunse la doppia finale contro il Wydad Casablanca. Dopo l'1-1 dell'andata in terra marocchina, il ritorno a Tunisi fu sospeso al 59º minuto di gioco per il rifiuto dei calciatori ospiti di proseguire l'incontro, in protesta, a loro dire, con la decisione del direttore di gara di non ricorrere al VAR, in realtà non funzionante. Dopo un lungo conciliabolo, la gara fu dichiarata conclusa dagli ufficiali della CAF e assegnata a tavolino dal club tunisino, che fu pertanto proclamato vincitore del trofeo, ma qualche giorno dopo la CAF tornò sui propri passi e dispose la ripetizione della partita. La decisione della federcalcio africana fu tuttavia dichiarata illegittima dal TAS, così il comitato disciplinare della CAF decise di assegnare il titolo all'Espérance, respingendo anche il successivo appello presentato dal Wydad presso l'organo federale continentale.
Nel dicembre 2019 l'Espérance prese parte alla Coppa del mondo per club FIFA, dove fu subito eliminata a causa della sconfitta al secondo turno contro l'Al-Hilal (1-0). Come l'anno precedente, ottenne il quinto posto nel torneo, stavolta battendo per 6-2 i campioni del paese ospitante, i qatarioti dell'Al-Sadd. 

### Anni 2020
La stagione 2019-2020, segnata dalla sospensione a causa della pandemia di COVID-19, riprende ad agosto e si chiude con un altro successo in campionato per l'Espérance, che ripete la vittoria nel 2020-2021 e nel 2021-2022. Il club si aggiudica anche la Supercoppa di Tunisia nel 2020 e nel 2021.

## Palmarès

### Competizioni nazionali
- Campionato tunisino: 34  (record)

1941-1942, 1958-1959, 1959-1960, 1969-1970, 1974-1975, 1975-1976, 1981-1982, 1984-1985, 1987-1988, 1988-1989, 1990-1991, 1992-1993, 1993-1994, 1997-1998, 1998-1999, 1999-2000, 2000-2001, 2001-2002, 2002-2003, 2003-2004, 2005-2006, 2008-2009, 2009-2010, 2010-2011, 2011-2012, 2013-2014, 2016-2017, 2017-2018, 2018-2019, 2019-2020, 2020-2021, 2021-2022, 2023-2024, 2024-2025
- Coppa di Tunisia: 16  (record)

1938-1939, 1956-1957, 1963-1964, 1978-1979, 1979-1980, 1985-1986, 1988-1989, 1990-1991, 1996-1997, 1998-1999, 2005-2006, 2006-2007, 2007-2008, 2010-2011, 2015-2016, 2024-2025
- Supercoppa di Tunisia: 5  (record)

1993, 2001, 2019, 2021, 2022

### Competizioni internazionali
- CAF Champions League: 4  (record tunisino)

1994, 2011, 2018, 2018-2019
- Coppa delle Coppe d'Africa: 1

1998
- Supercoppa CAF: 1

1995
- Coppa CAF: 1

1997
- Coppa dei Campioni afro-asiatica: 1

1995
- Champions League araba: 3  (record condiviso con l'Al-Rasheed Sports Club)

1993, 2009, 2017
- Supercoppa araba: 1

1996

## Organico

### Rosa 2023-2024
Aggiornata all' 1º ottobre 2023.
| N. |                           | Ruolo | Calciatore                   |
| -- | ------------------------- | ----- | ---------------------------- |
| 1  | Tunisia (bandiera)        | P     | Amanallah Memmiche           |
| 3  | Tunisia (bandiera)        | A     | Rached Arfaoui               |
| 4  | Algeria (bandiera)        | D     | Mohamed Amine Tougai         |
| 5  | Tunisia (bandiera)        | C     | Mohamed Ali Ben Romdhane     |
| 6  | Tunisia (bandiera)        | D     | Mohamed Ali Yacoubi          |
| 7  | Tunisia (bandiera)        | A     | Alaeddine Marzouki           |
| 8  | Tunisia (bandiera)        | A     | Anice Badri                  |
| 9  | Tunisia (bandiera)        | A     | Zied Berrima                 |
| 10 | Brasile (bandiera)        | C     | Yan Sasse                    |
| 11 | Marocco (bandiera)        | C     | Sabir Bougrine               |
| 12 | Tunisia (bandiera)        | P     | Moez Ben Cherifia (capitano) |
| 14 | Nigeria (bandiera)        | A     | Kingsley Eduwo               |
| 15 | Costa d'Avorio (bandiera) | C     | Fousseny Coulibaly           |
| 17 | Nigeria (bandiera)        | A     | Anayo Iwuala                 |
| 19 | Tunisia (bandiera)        | P     | Mohamed Sedki Debchi         |
| 20 | Tunisia (bandiera)        | D     | Mohamed Amine Ben Hamida     |
| 21 | Costa d'Avorio (bandiera) | A     | David Koffi                  |
| 22 | Tunisia (bandiera)        | D     | Hani Amamou                  |

| N. |                    | Ruolo | Calciatore               |
| -- | ------------------ | ----- | ------------------------ |
| 23 | Algeria (bandiera) | D     | Ilyes Chetti             |
| 25 | Tunisia (bandiera) | C     | Ghailene Chaalali        |
| 26 | Tunisia (bandiera) | C     | Montassar Triki          |
| 27 | Tunisia (bandiera) | A     | Mohamed Ali Ben Hammouda |
| 29 | Tunisia (bandiera) | D     | Zied Machmoum            |
| 30 | Tunisia (bandiera) | A     | Koussay Maacha           |
| 31 | Tunisia (bandiera) | P     | Wassim Karoui            |
| 33 | Tunisia (bandiera) | A     | Farouk Mimouni           |
| 34 | Tunisia (bandiera) | D     | Bilel Chabbar            |
| 35 | Tunisia (bandiera) | C     | Ghaith Wahabi            |
|    | Tunisia (bandiera) | C     | Youssef Mosrati          |
|    | Nigeria (bandiera) | D     | Samuel Atvati            |
|    | Tunisia (bandiera) | A     | Mouhib Selmi             |
|    | Tunisia (bandiera) | C     | Badra Mouelhi            |
|    | Tunisia (bandiera) | P     | Hamza Ghanmi             |
|    | Ghana (bandiera)   | A     | Percious Boah            |
|    | Tunisia (bandiera) | D     | Nour Beji                |

### Rose delle stagioni passate
- Stagione 2008-2009
- Stagione 2014-2015